# Vöröshasú tarlósáska
A vöröshasú tarlósáska (Omocestus rufipes) a sáskafélék családjába tartozó, Eurázsiában honos sáskafaj.

## Megjelenése
A vöröshasú tarlósáska testhossza a hím esetében 11-15 mm, a nőstény 13-20 mm. Kis termetű, közepes alkatú faj. A hím alapszíne sötétbarna, sötétszürke vagy majdnem fekete. A fejük, torpajzsuk és a szárnyak széle okkeresen mintázott lehet. A potroh vége (egyes példányoknál a hátsó lábak is) élénk vörös-narancsvörös. A nőstény színe változékonyabb, de a háta többnyire zöld, oldala szürkésbarna. Potrohának vége legfeljebb kissé vöröses, de többnyire alapszínezetű. A potroh végének alsó oldala zöld-sárga-vörös a testvég felé. Az ajaktapogatók töve sötét, de a vége feltűnően fehér. A szárnyak kissé túlnyúlnak a hátsó térden. A torpajzs élei csak enyhén hajlottak befelé.
Kerepelő ciripelése 10-15 méterre hallatszik el. Éneke halkan indul, fokozatosan erősödik, majd kb. 10 másodperc után a leghangosabb ponton hirtelen elhallgat. Egy gyors vekker hangjára emlékeztet.

### Hasonló fajok
A zöld tarlósáska hasonlít hozzá.

## Elterjedése
Eurázsia mérsékelt övi és mediterrán vidékein honos a Brit-szigetektől egészen Mongóliáig. Főleg Dél-Európában él nagy számban. Magyarországon mindenütt elterjedt és gyakori. 

## Életmódja
Domb- és hegyvidéki kaszálók, rétek, tisztások, félszáraz gyepek, erdőszegélyek lakója. A ritkásabb növényzetű, meleg, száraz-félszáraz réteket kedveli.
Kifejlett egyedeivel Közép-Európában májustól novemberig találkozhatunk. A mediterrán vidékeken már március végén, áprilisban kibújnak első imágói és évente két generációja nő fel, melyből a második át is telelhet. A nőstények napsütötte, növényzettől mentes talajba (néha száraz tehéntrágyába is) rakják petéiket. A kikelő lárvák négyszer vedlenek.

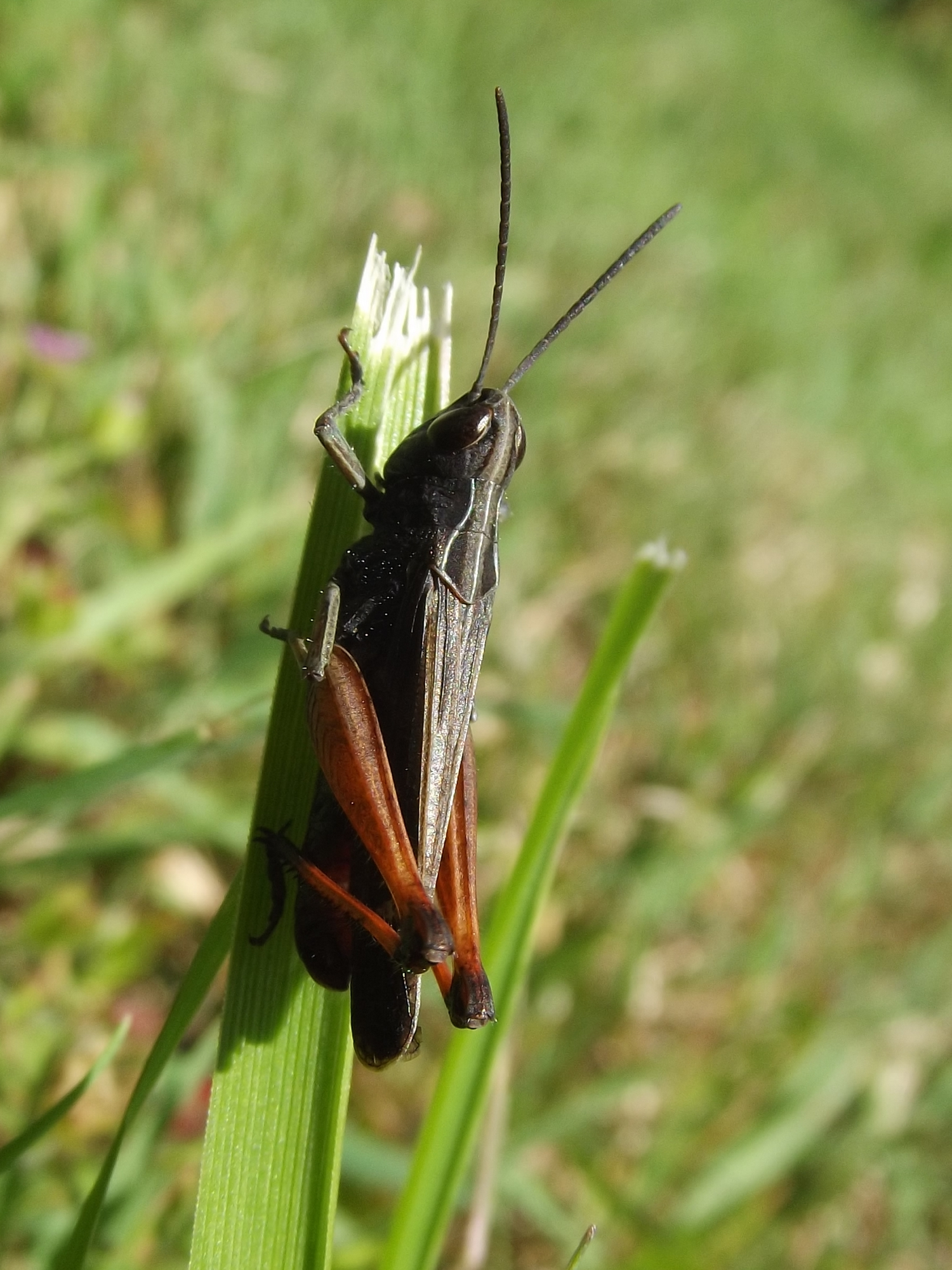
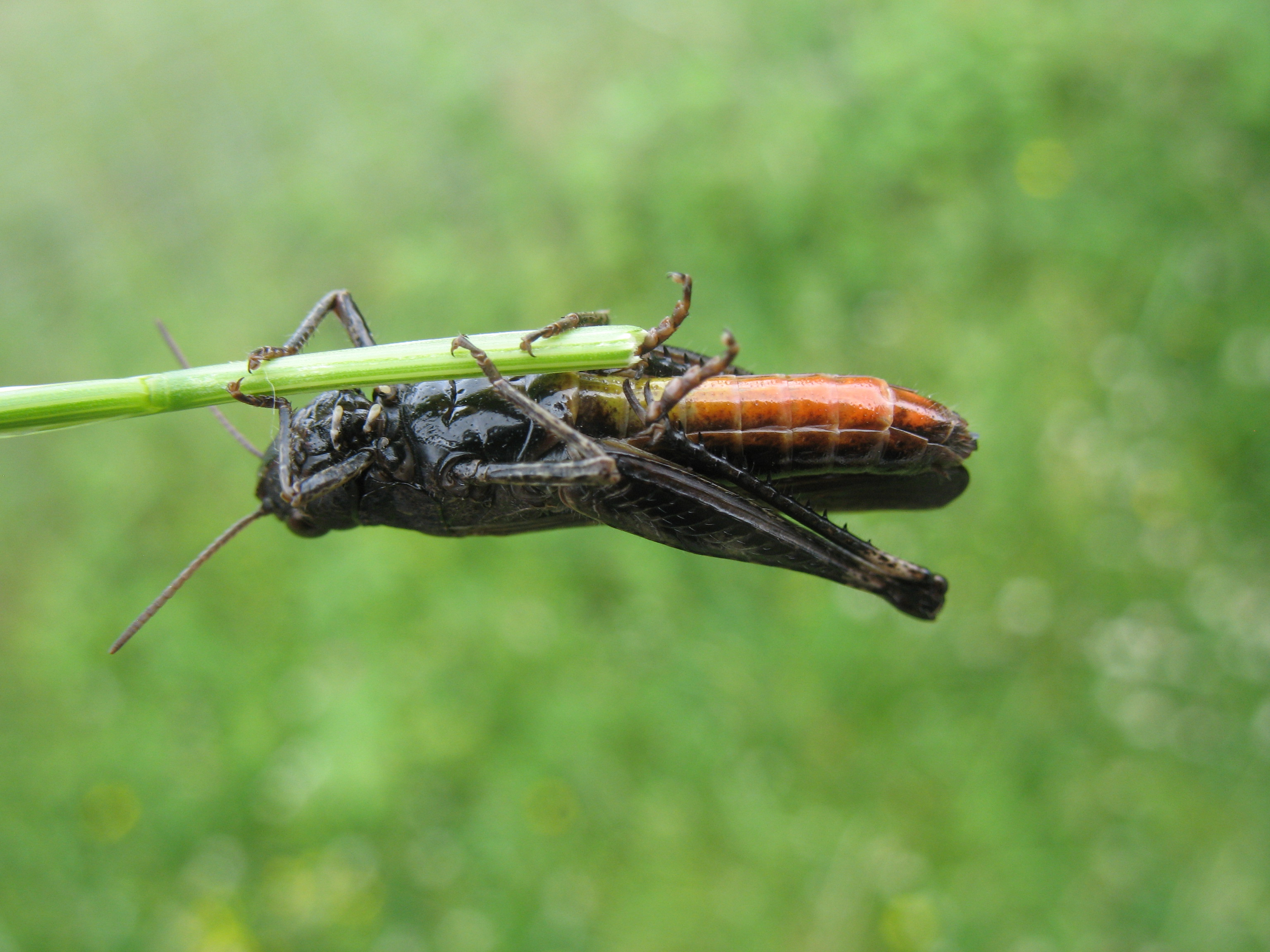
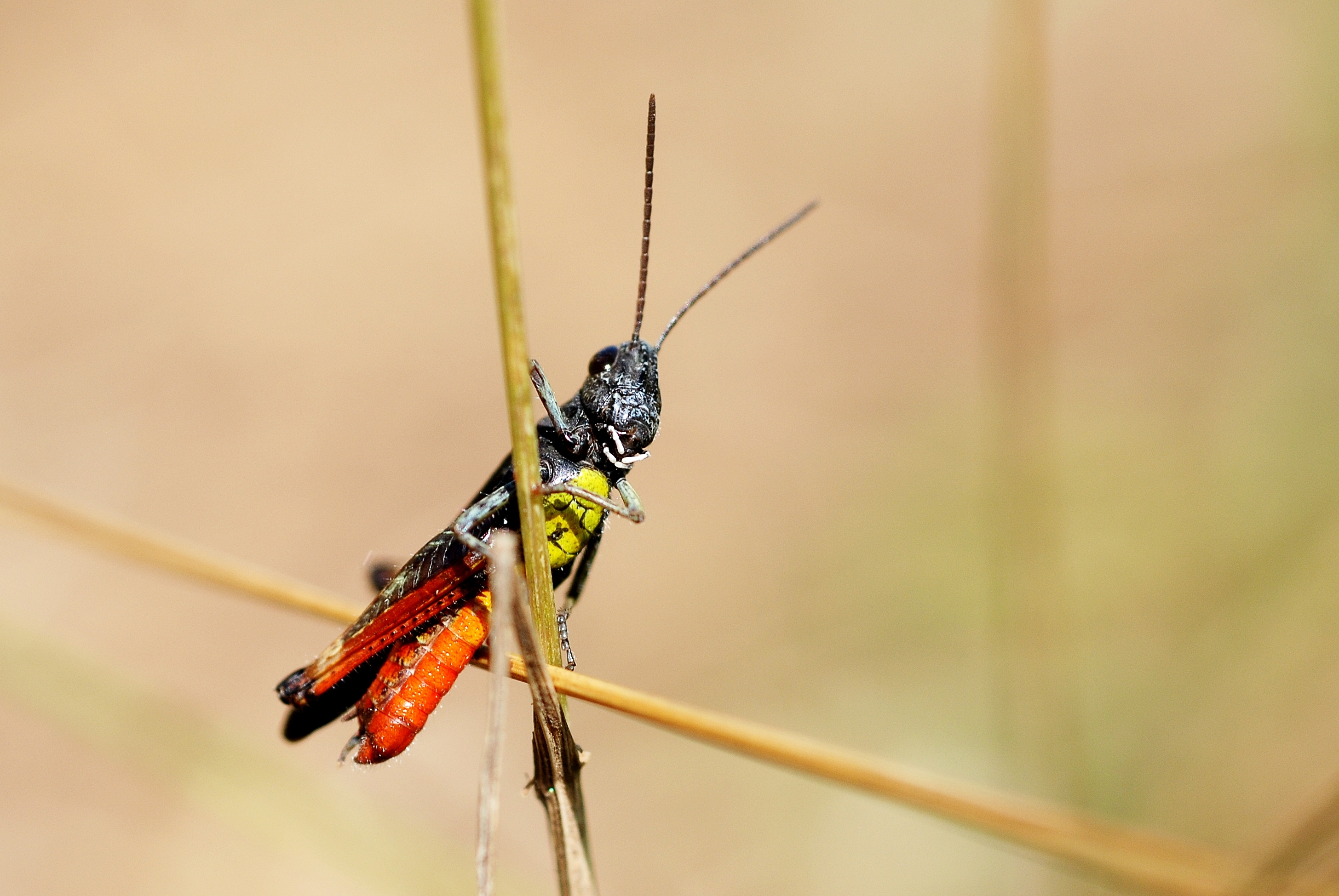
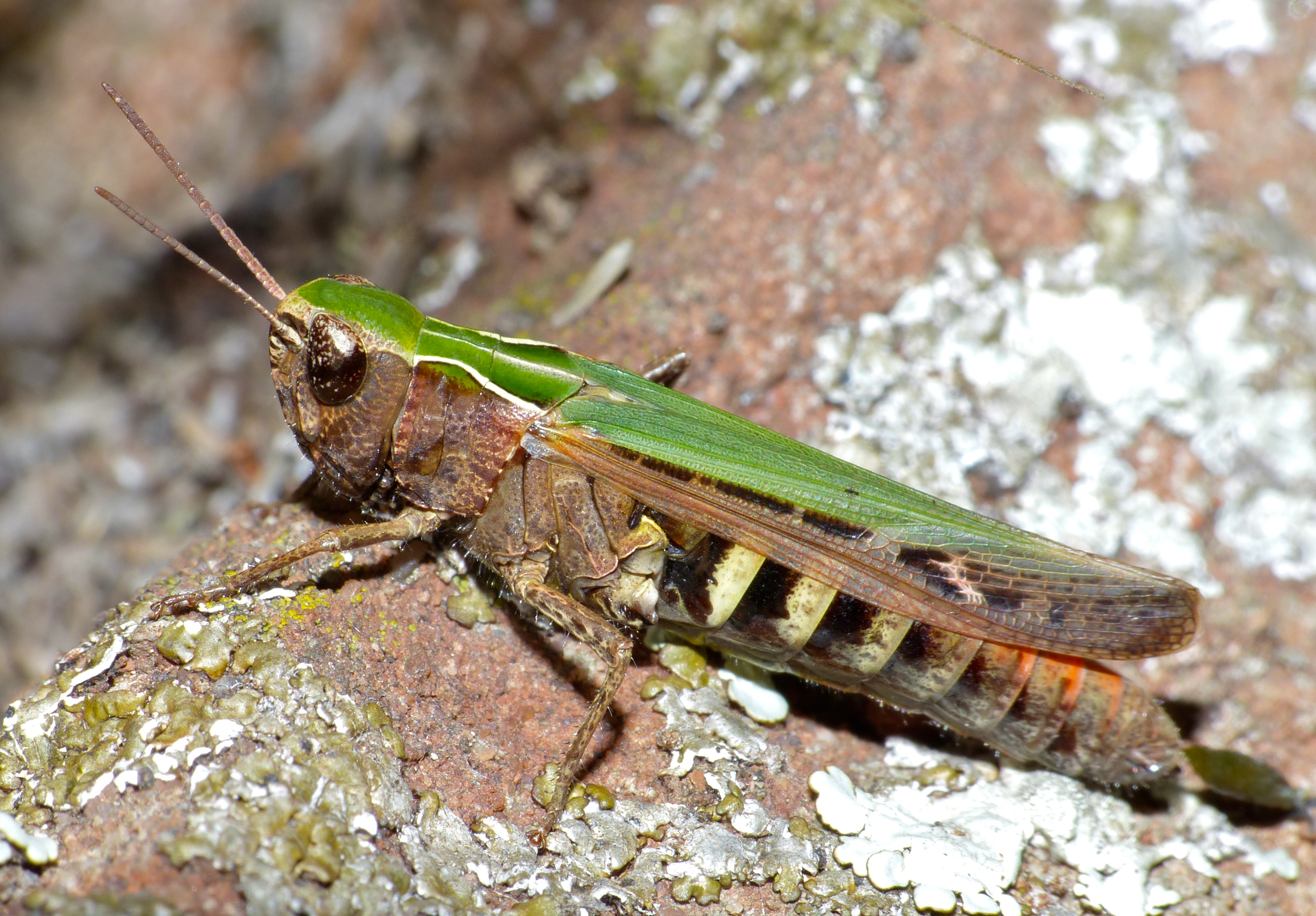
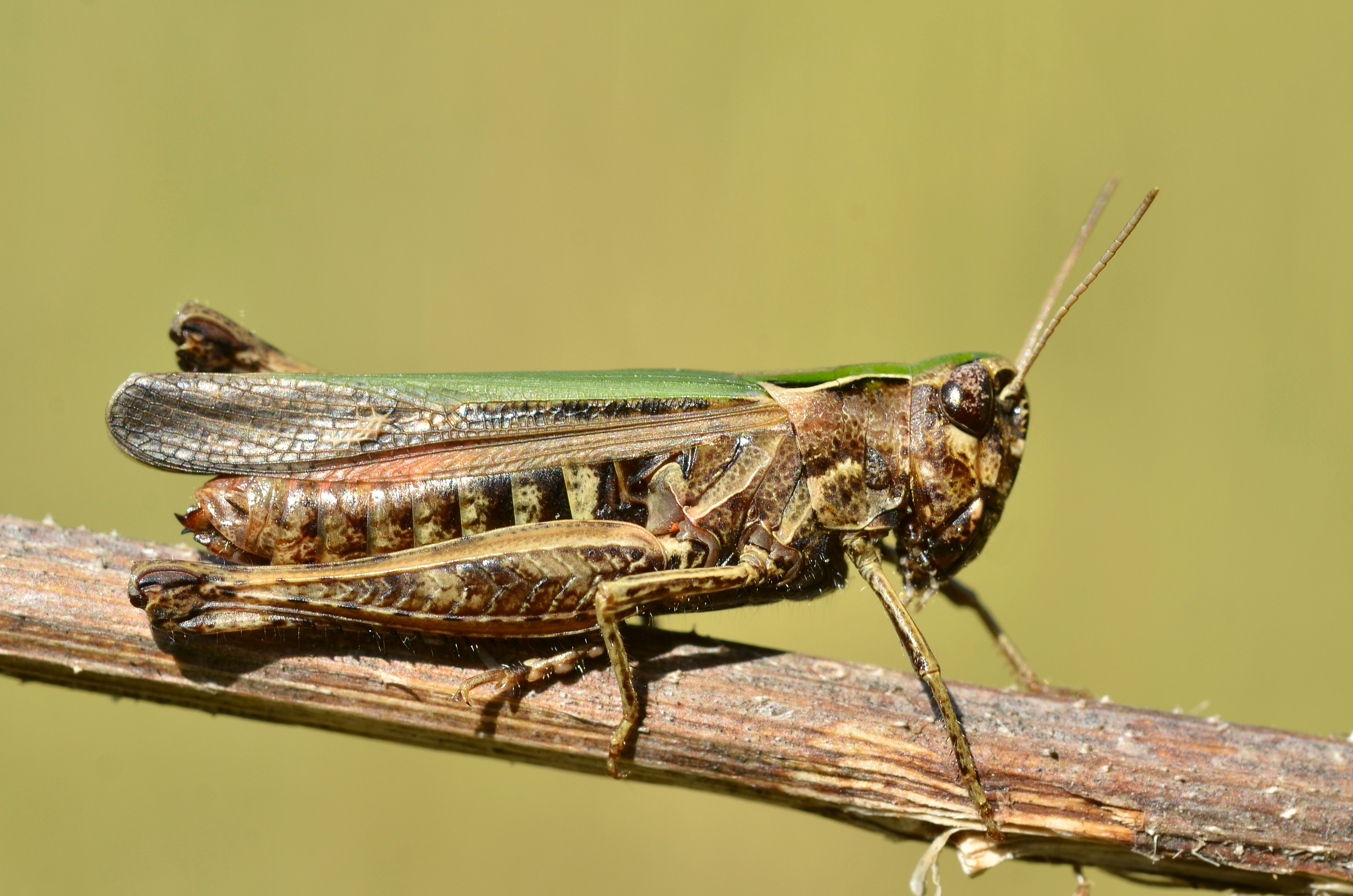

Magyarországon nem védett.